# Murat, Cantal
Murat är en kommun i departementet Cantal i regionen Auvergne-Rhône-Alpes i mitten av Frankrike. Kommunen ligger  i kantonen Murat som ligger i arrondissementet Saint-Flour. År 2018 hade Murat 1 745 invånare.

## Befolkningsutveckling
Antalet invånare i kommunen Murat
Referens:INSEE

## Galleri

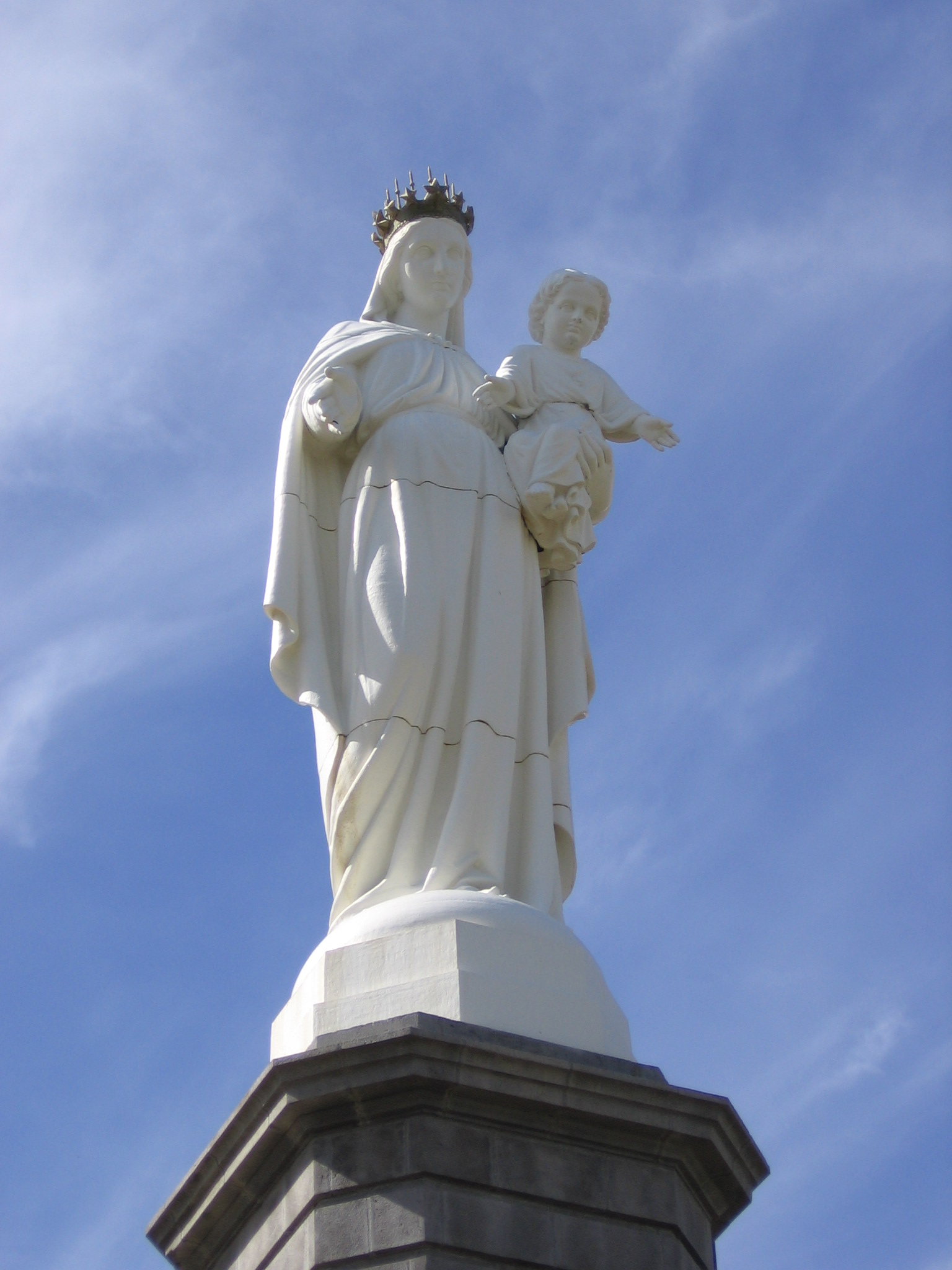
Notre-Dame de la Haute-Auvergne
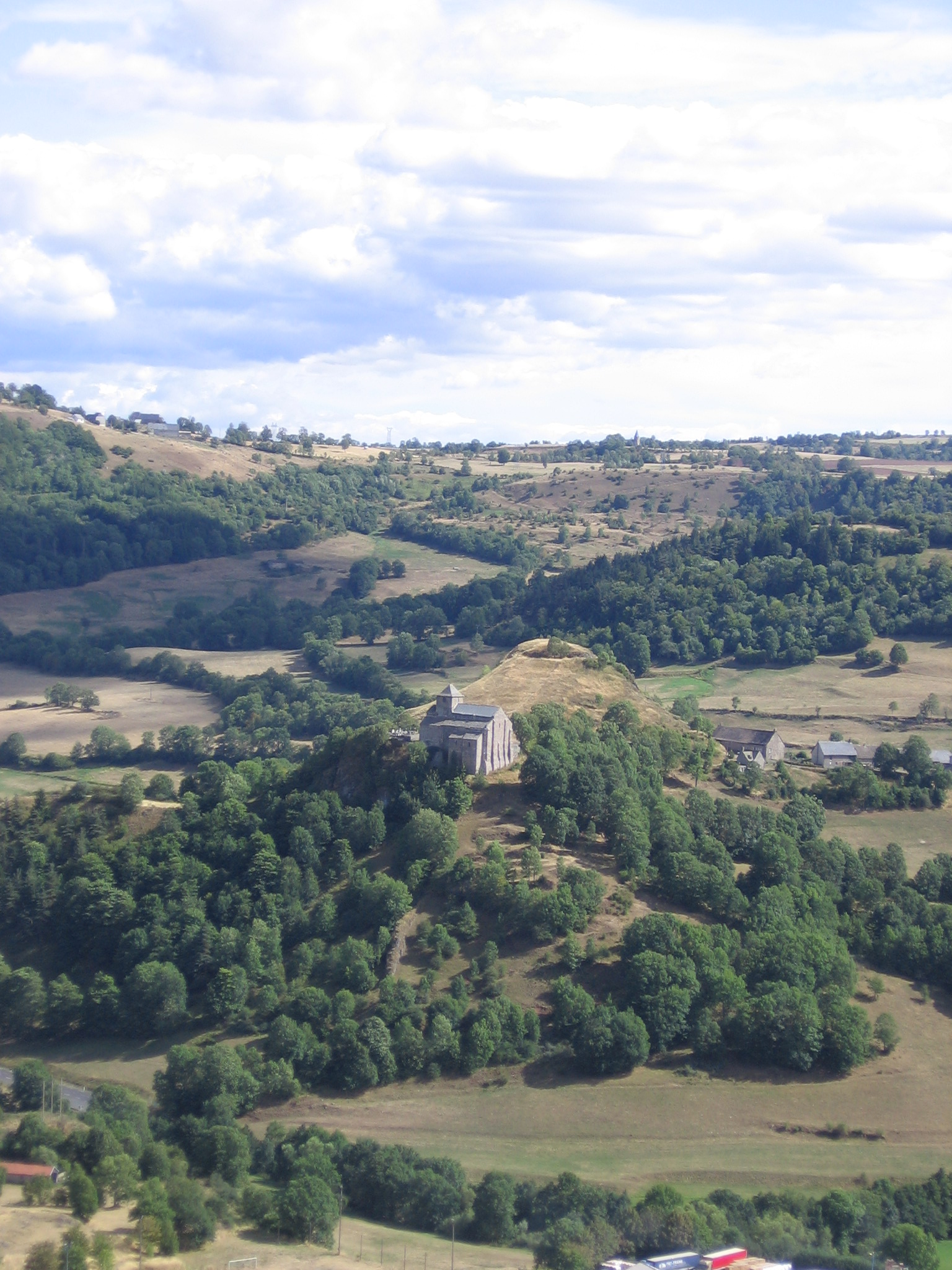
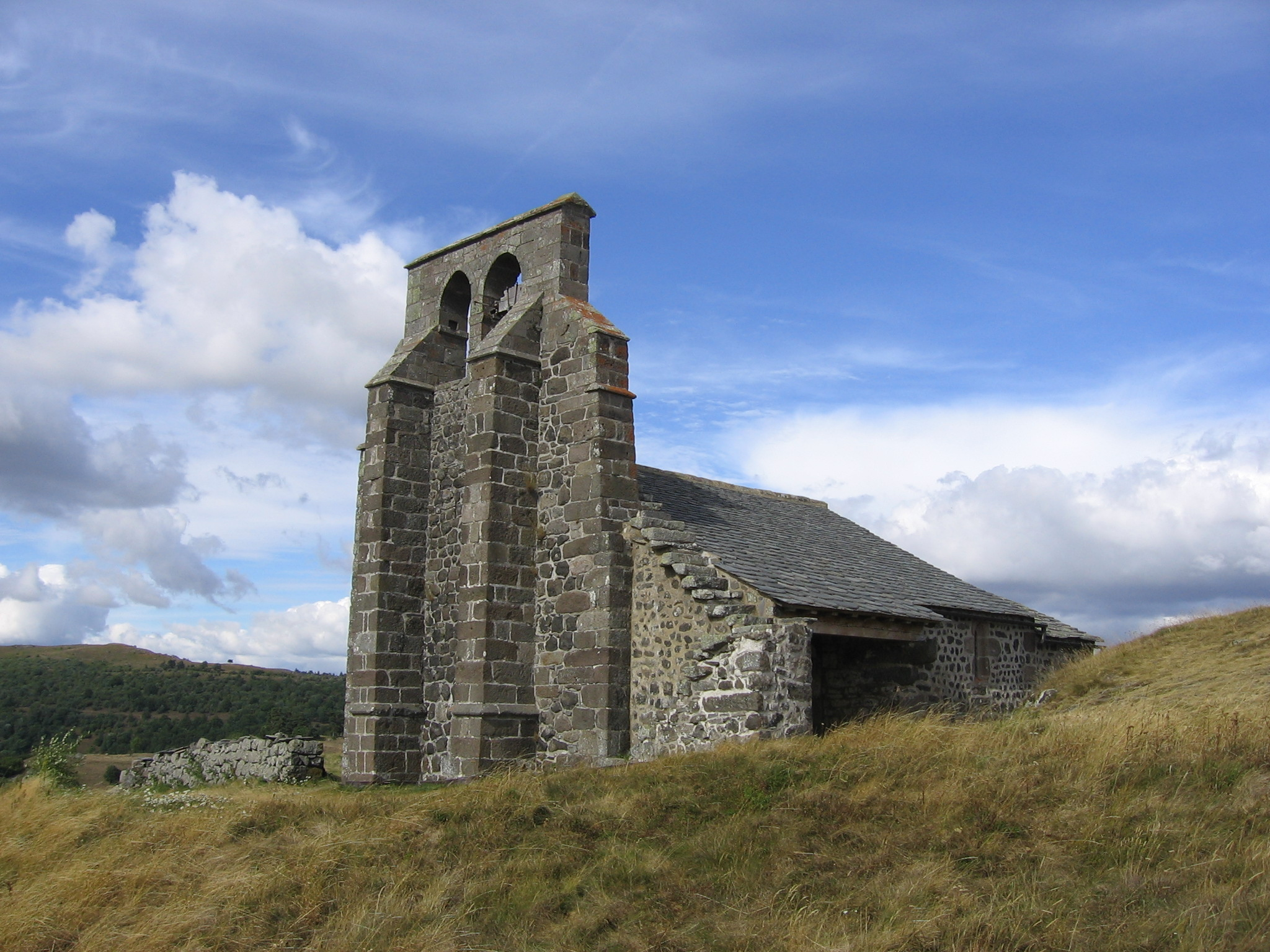
Kapellet Saint-Antoine
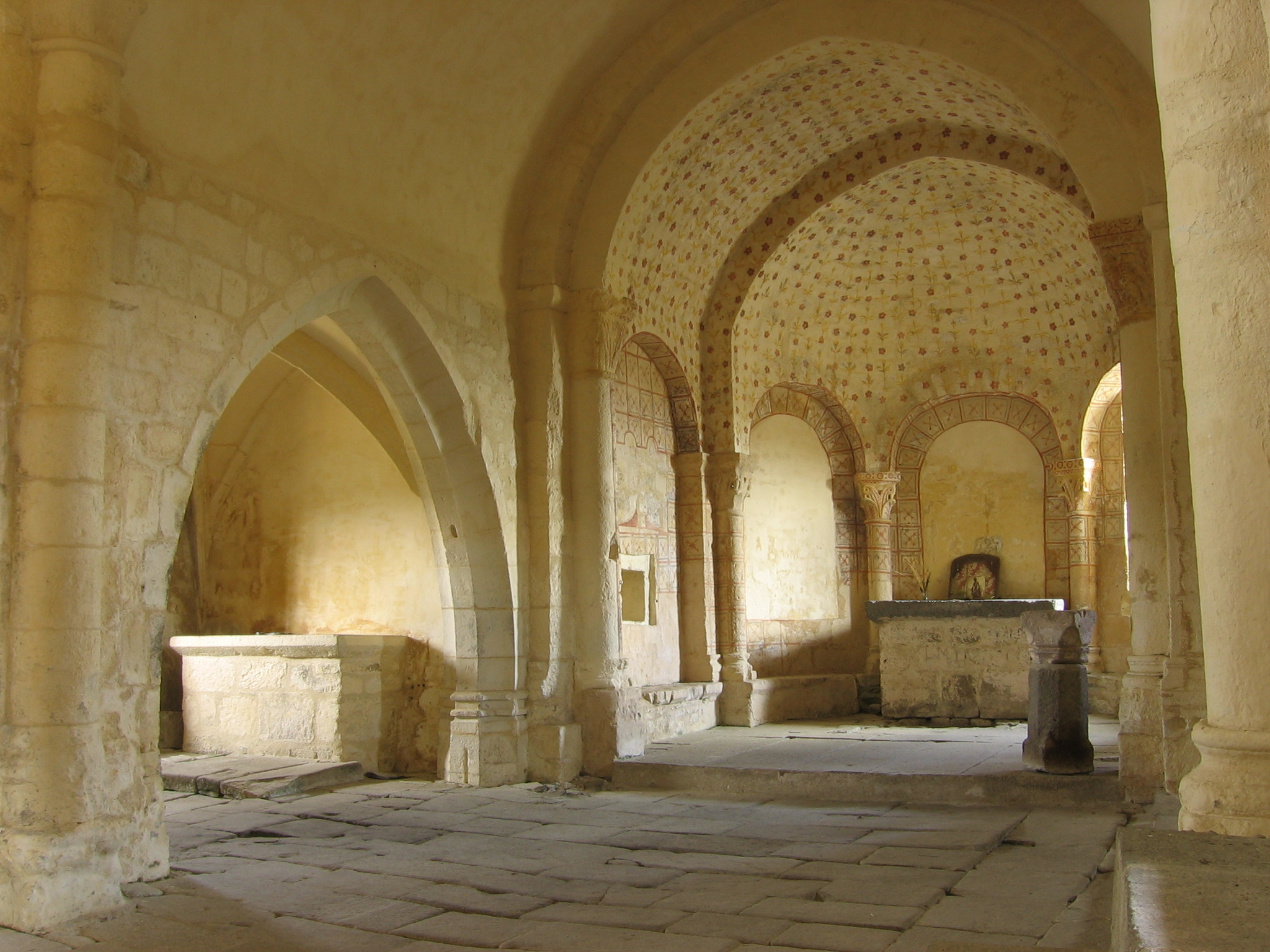
Kapellet Saint-Antoine
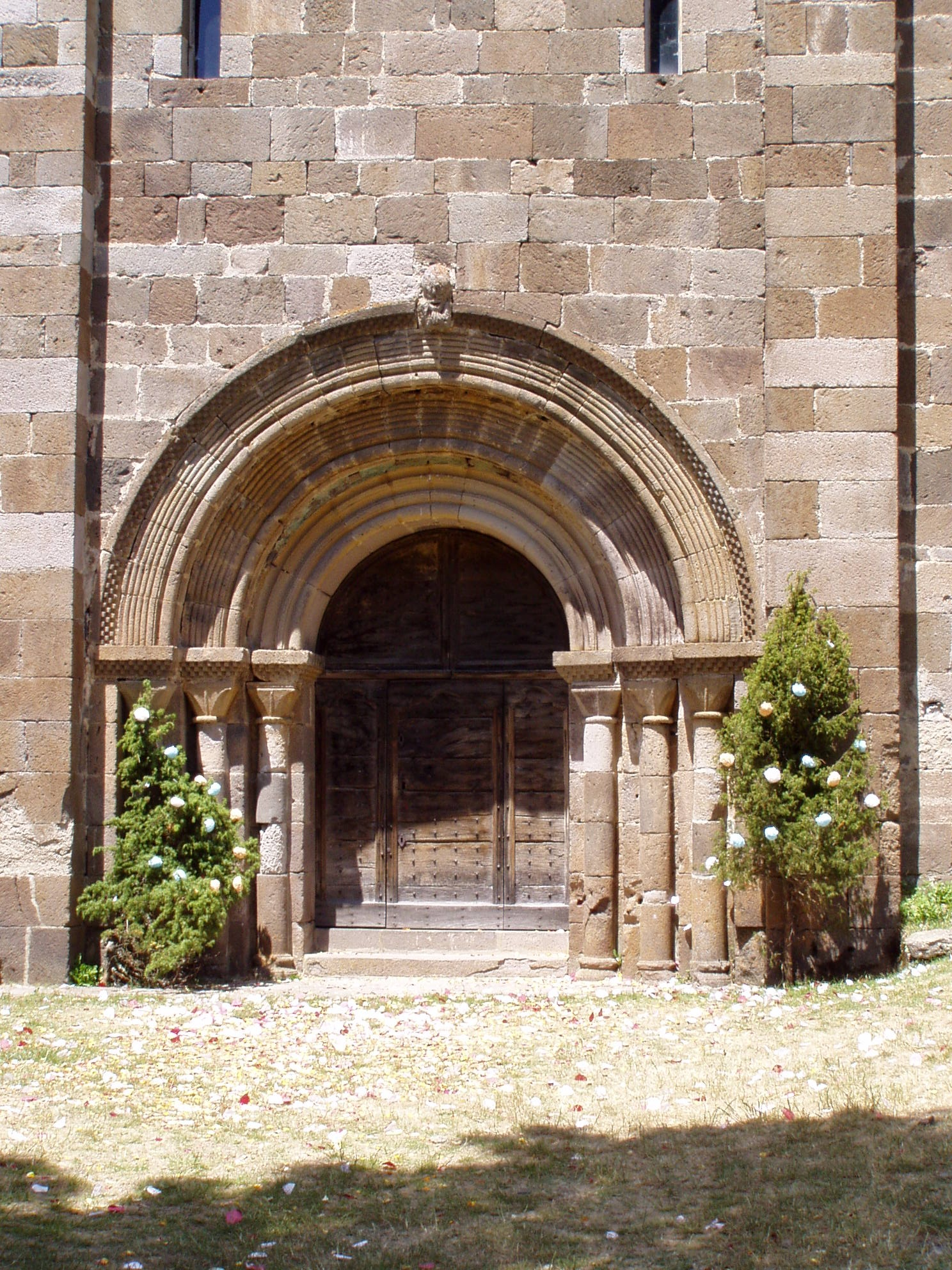
Kyrkan Bredons portal
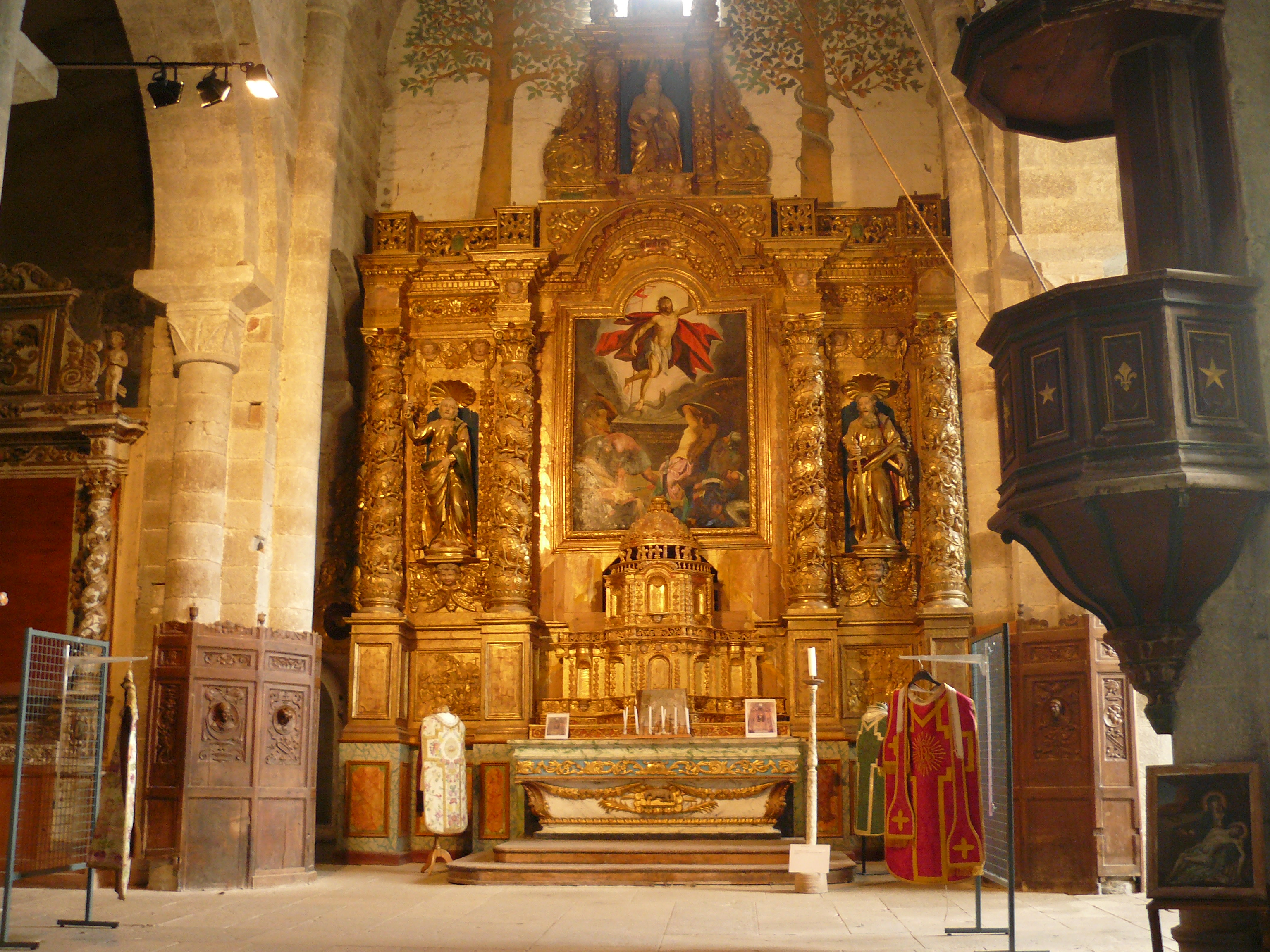